# Cupido serapis
Cupido serapis är en fjärilsart som beskrevs av William Henry Miskin 1891. Cupido serapis ingår i släktet Cupido och familjen juvelvingar. Inga underarter finns listade i Catalogue of Life.